# (7034) 1994 YT2
(7034) 1994 YT2 est un astéroïde de la ceinture principale découvert en 1994.

## Description
(7034) 1994 YT2 a été découvert le 25 décembre 1994 à Kushiro (Japon) par Seiji Ueda et Hiroshi Kaneda.

### Caractéristiques orbitales
L'orbite de cet astéroïde est caractérisée par un demi-grand axe de 2,28 UA, un périhélie de 2,14 UA, une excentricité de 0,06 et une inclinaison de 6,37° par rapport à l'écliptique. Du fait de ces caractéristiques, à savoir un demi-grand axe compris entre 2 et 3,2 UA et un périhélie supérieur à 1,666 UA, il est classé, selon la JPL Small-Body Database, comme objet de la ceinture principale.

### Caractéristiques physiques
(7034) 1994 YT2 a une magnitude absolue (H) de 14,0 et un albédo estimé à 0,218.